# 临江乡 (哈尔滨市)
临江乡是中国黑龙江省哈尔滨市双城市下辖的一个乡，位于双城市西北，与大庆市肇东市隔江相望。